# Hobbe Smith

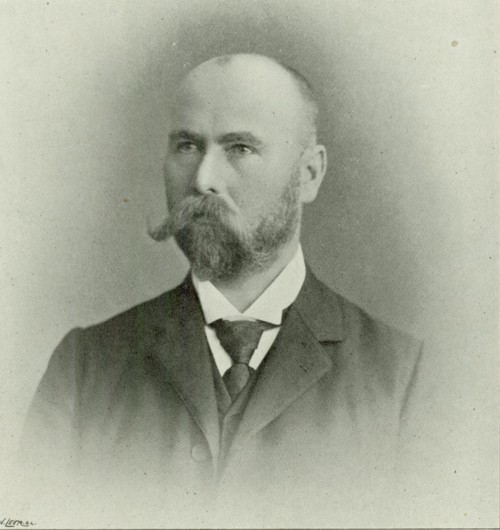
Hobbe Smith

Hobbe Smith (Witmarsum, 7 december 1862 - Amsterdam, 1 mei 1942) was een Nederlands kunstschilder. Zijn stijl werd beïnvloed door het impressionisme.

## Leven en werk

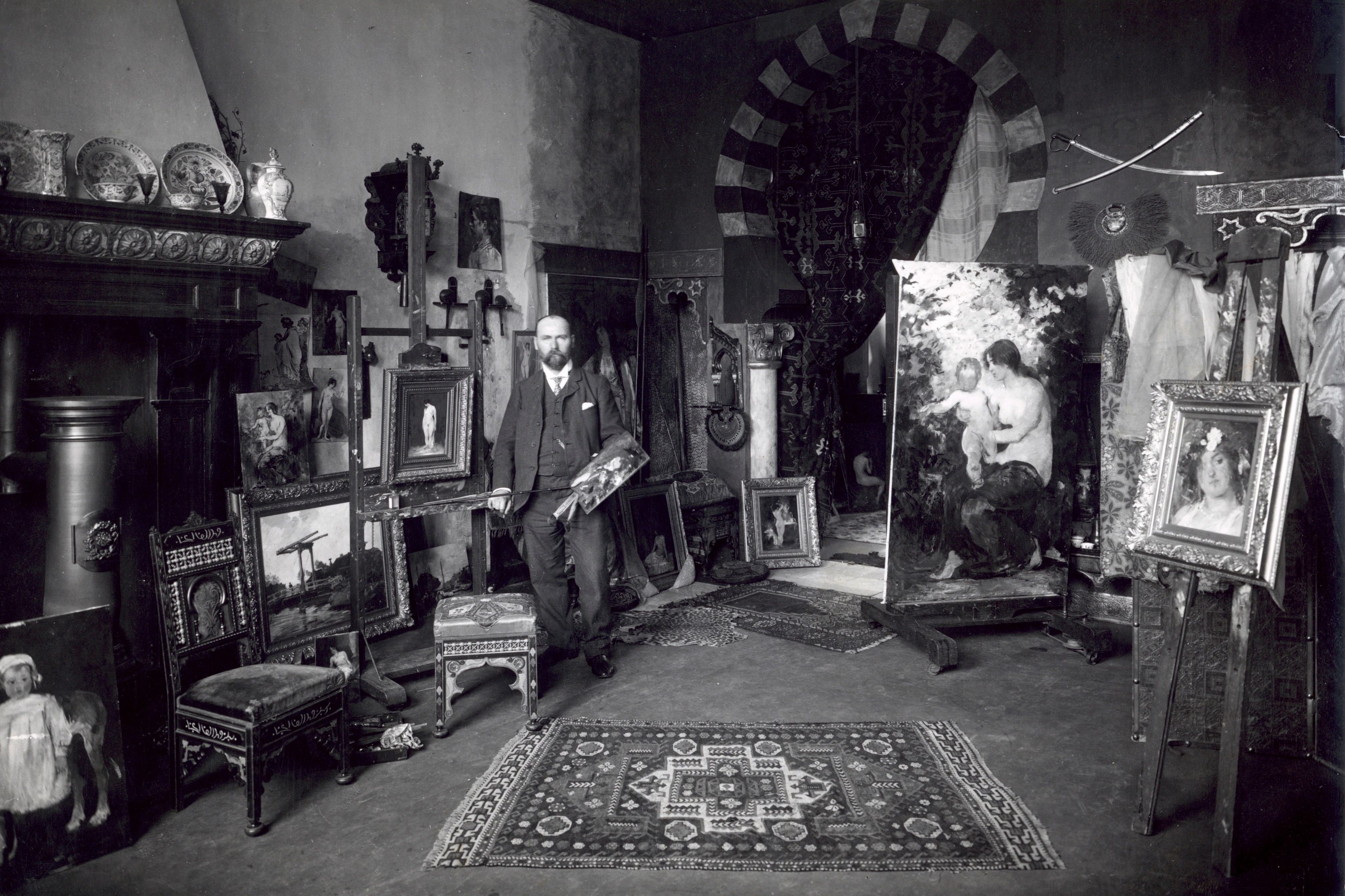
Hobbe Smith in zijn atelier

Hobbe Smith was de zoon van een huisschilder. Hij ging op jonge leeftijd in de leer bij een steendrukker. In z’n vrije tijd volgde hij tekenlessen, onder andere aan de Quelliniusschool. Dankzij een vermogende beschermheer die zijn bijzondere talent onderkende en een koninklijke beurs, kon hij een opleiding volgen aan de Rijksakademie voor Beeldende Kunsten te Amsterdam, onder andere bij August Allebé. Vervolgens studeerde hij aan de Koninklijke Academie voor Schone Kunsten van Antwerpen, onder Karel Verlat.
De stijl van Smith wordt gekenmerkt door een losse, impressionistische toets, met gevoel voor sfeer. Hij schilderde Smith een breed scala aan onderwerpen: veel figuurstukken, vaak naakten, veel zee -en stadsgezichten, maar ook stillevens, portretten, landschappen, bloemen, binnenhuizen, schepen, molens, soldaten- en historiestukken. Hij bewonderde het werk van Jacob Maris, maar zijn eigen werk is lichter en luchtiger. In 1888 won hij de Willink van Collenprijs. Grotere bekendheid kreeg hij pas later, na een expositie in de Haagse Pulchri Studio in 1902. In 1917 kreeg hij een gouden medaille uitgereikt door koningin Wilhelmina.
Smith was lid van 'Arti et Amicitiae' en de Kunstenaarsvereniging Sint Lucas te Amsterdam en de Pulchri Studio te Den Haag. Hij overleed in 1942, 79 jaar oud. Werk van Smith bevindt zich onder andere in het Rijksmuseum Twenthe te Enschede, het Drents Museum in Assen en het Fries Scheepvaart Museum te Sneek. Ook tijdens kunst- en antiekveilingen duiken zijn schilderijen regelmatig op.

## Galerij

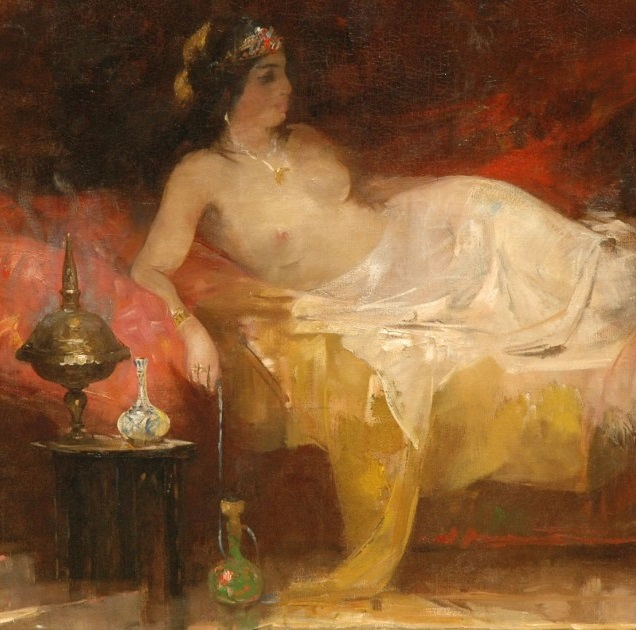
Odalisk
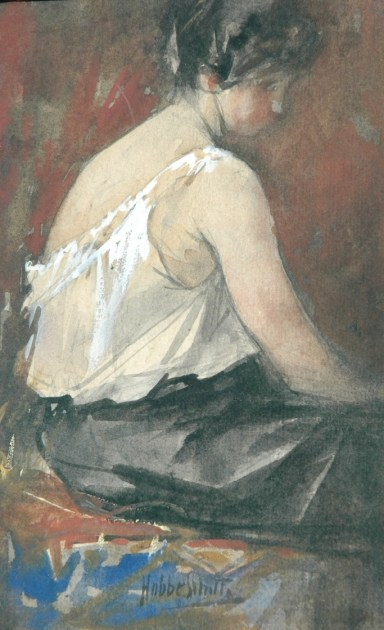
Het schildersmodel
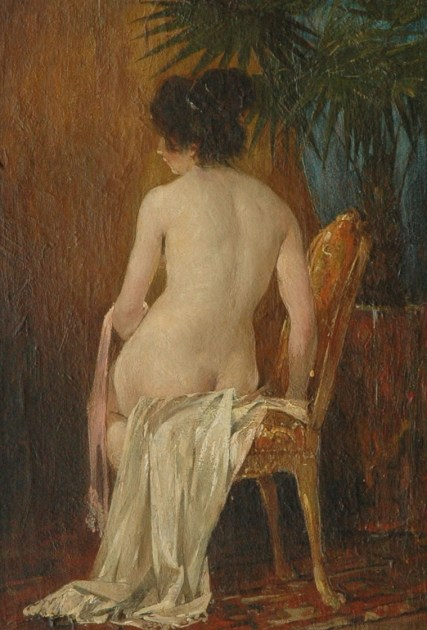
Poserend naakt
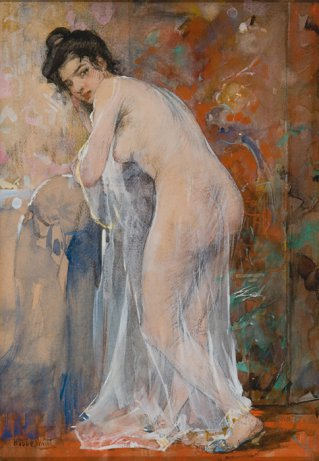
Staand naakt
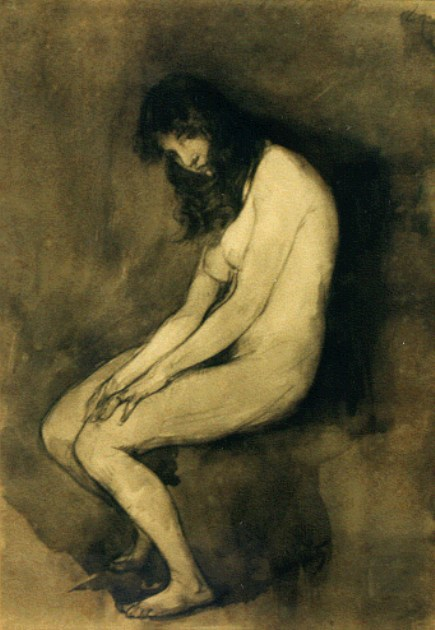
Zittend naakt
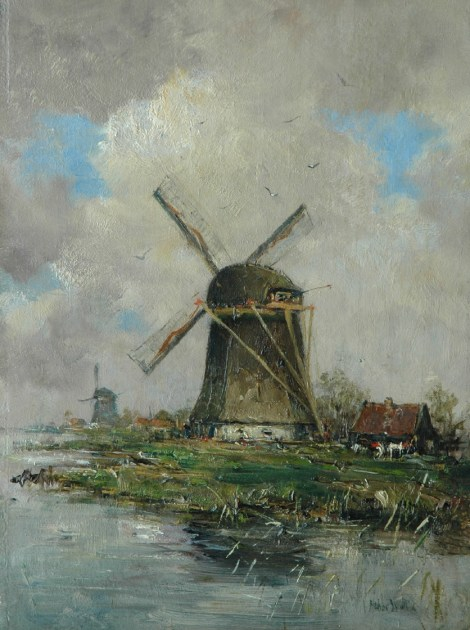
Molens langs een rivier
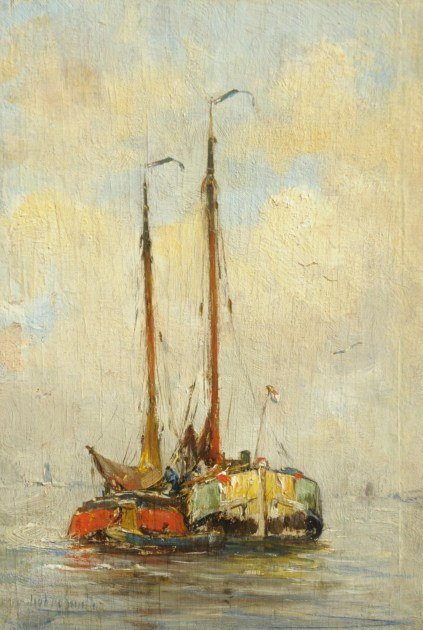
Twee schepen
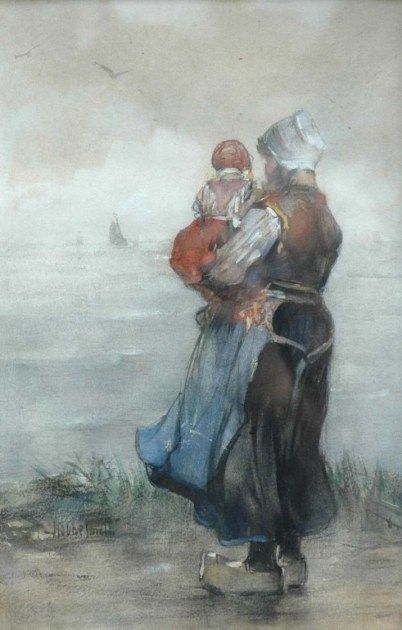
Vissersvrouw
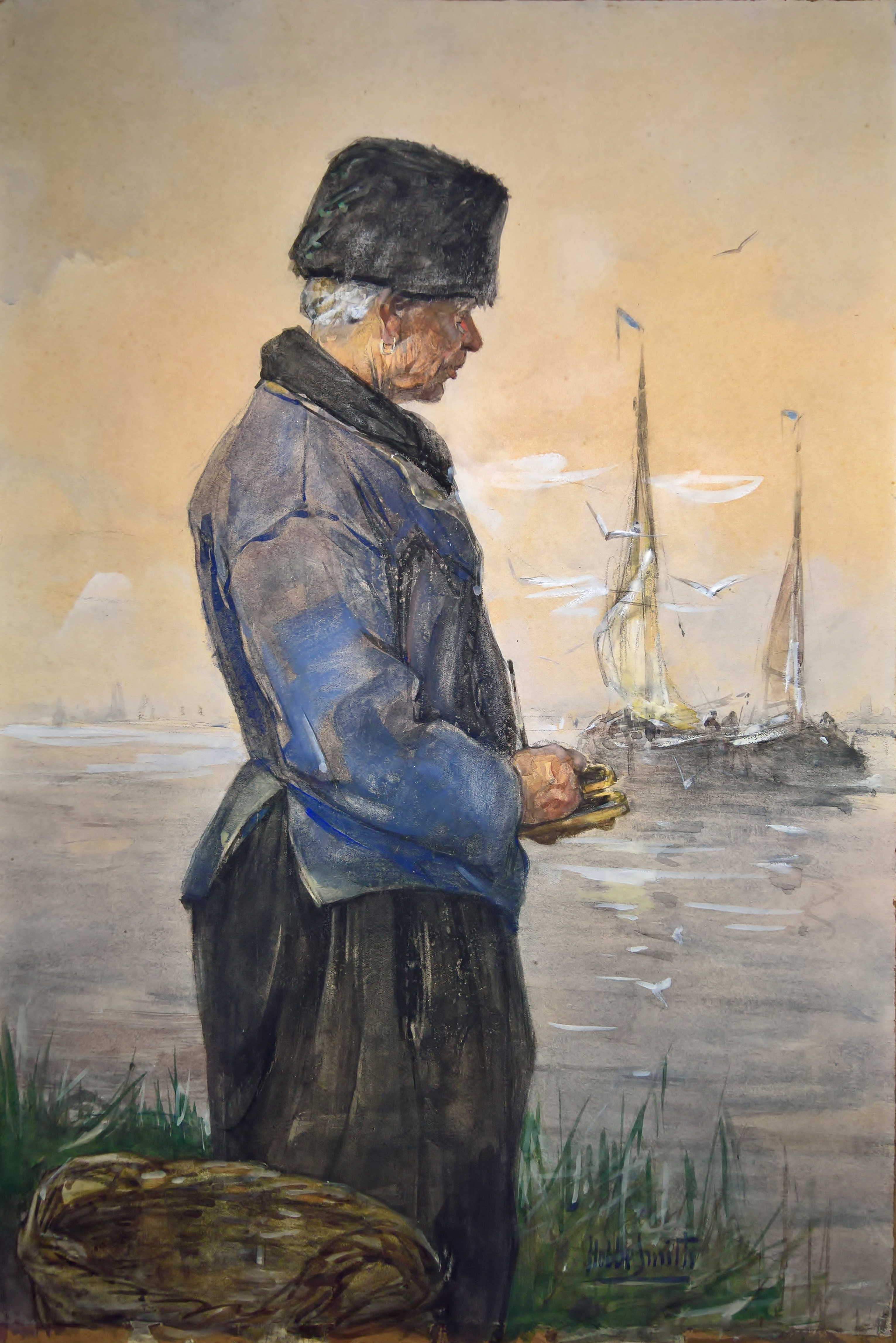
Visser aan de waterkant
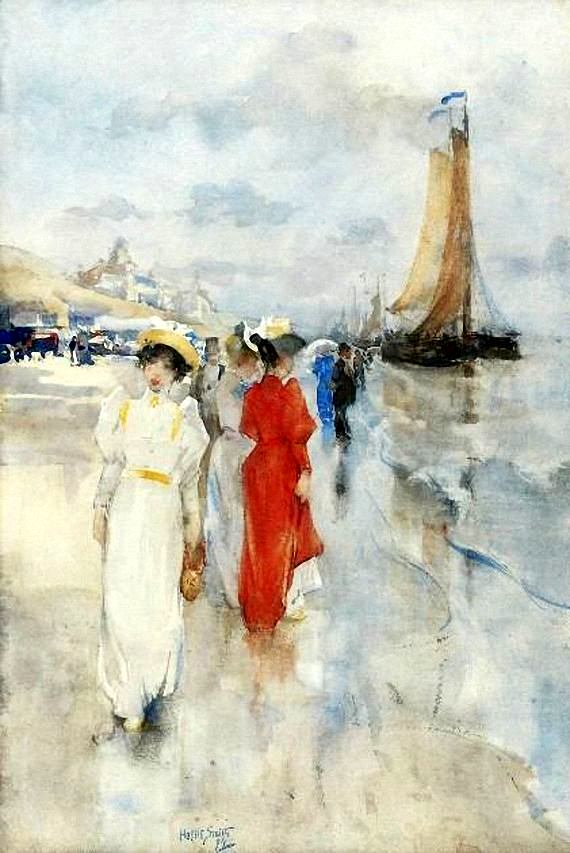
Elegante wandelaarsters
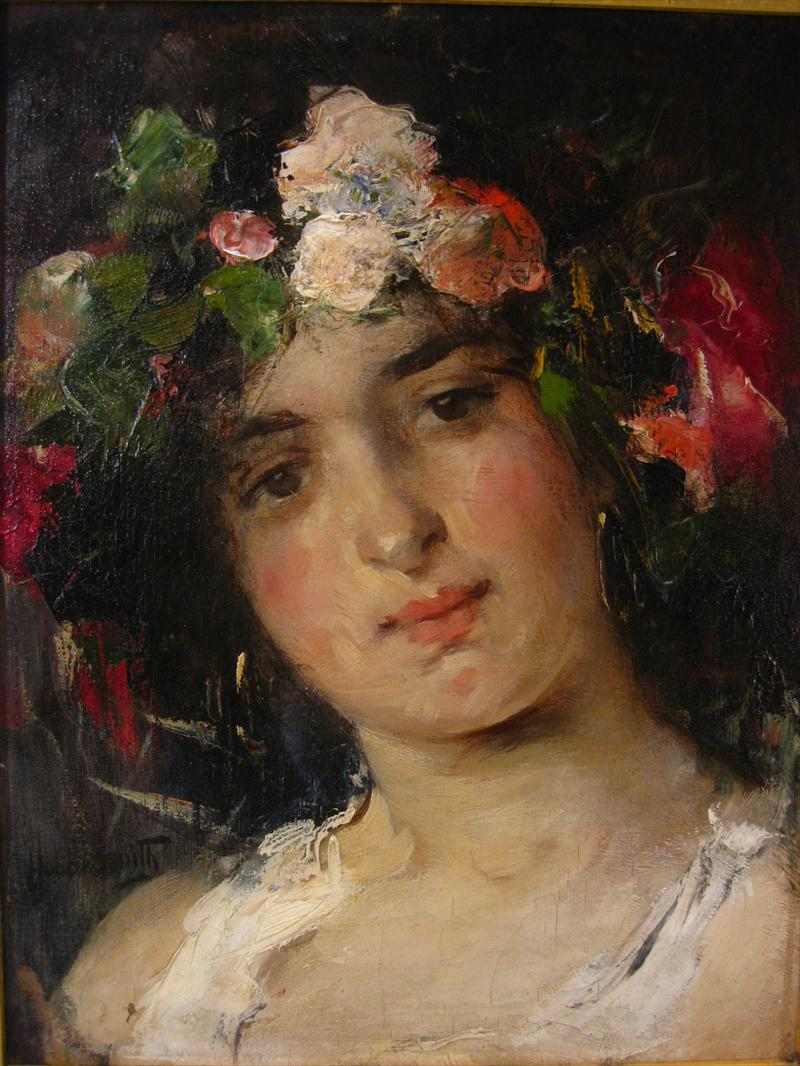
Portret van een schoonheid met bloemenkroon
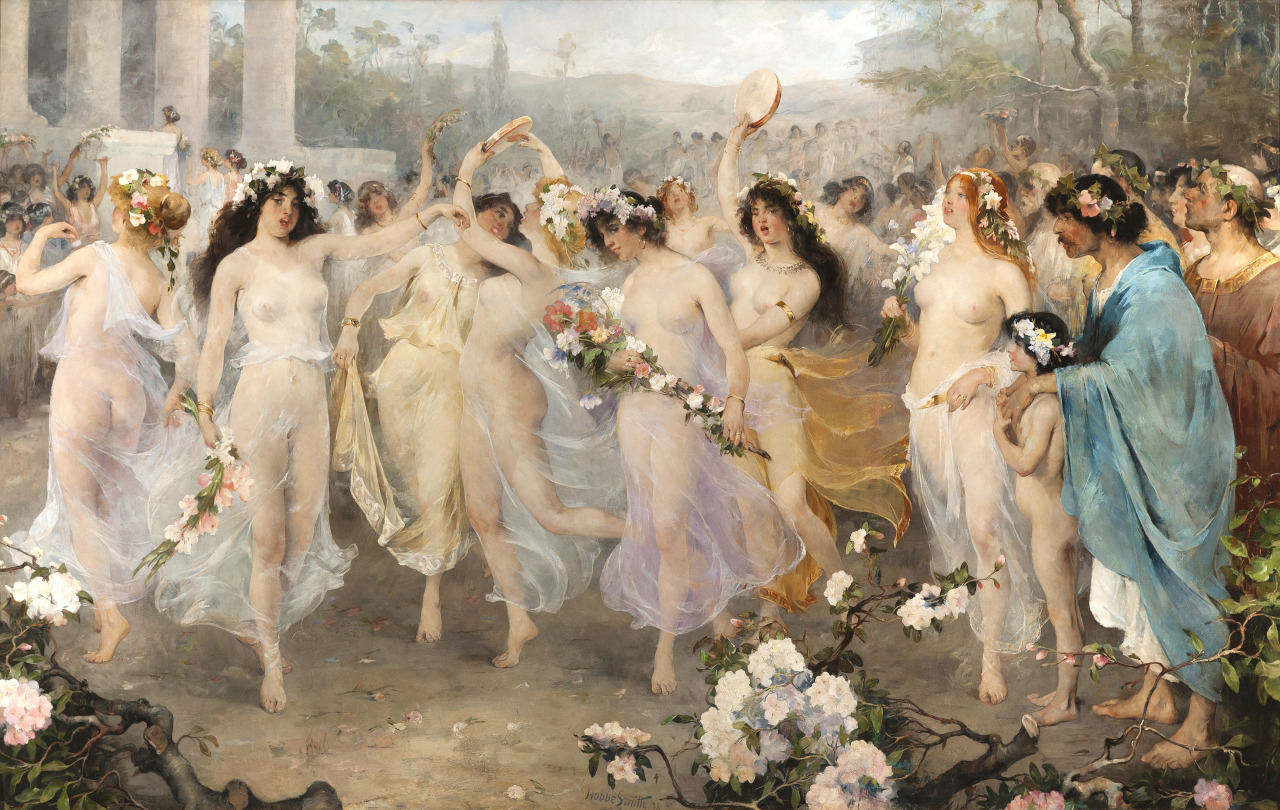
Floralia, 1898